# Henri Hirschmann
Henri Hirschmann, vero nome Henri Herblay (Saint-Mandé, 30 aprile 1872 – Parigi, 3 novembre 1961), è stato un musicista e compositore francese di musica leggera.

## Biografia
Allievo di André Gedalge al Conservatorio di Parigi, studiò per due anni con Jules Massenet. La sua opera più nota è La Petite Bohème, tratta dal romanzo Scene della vita di Bohème di Henri Murger, che fu rappresentata per la prima volta il 19 gennaio 1905 al Théâtre des Variétés di Parigi.
Nel 1893 gli fu conferito il Prix Rossini dall'Académie des beaux-arts francese.

## Principali lavori
- 1897: Amour à la Bastille
- Lovelace
- 1904: Les Hirondelles
- 1905: La Petite Bohème, libretto di Paul Ferrier dopo Murger, Théâtre des Variétés
- 1905: Rolande
- 1906: Vers les Étoiles, balletto, Olympia, Parigi
- 1908: Hernani
- 1911: La Danseuse de Tanagra